# Jan Witek (dyplomata)

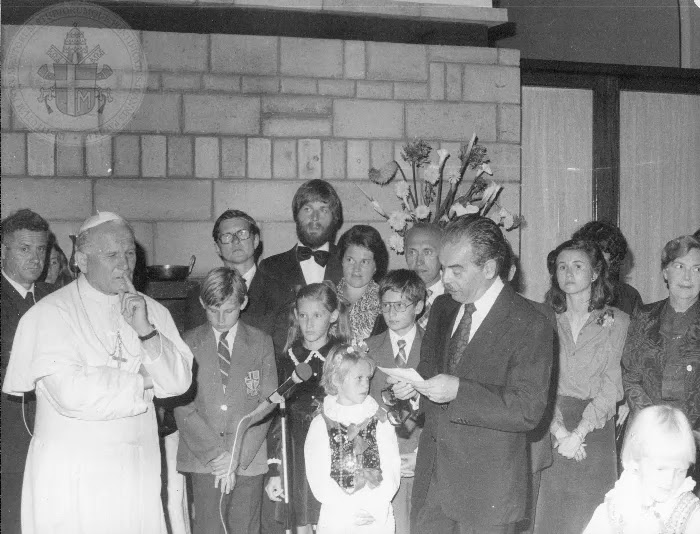
Przemówienie ambasadora Jana Witka podczas wizyty papieża Jana Pawła II w Kenii

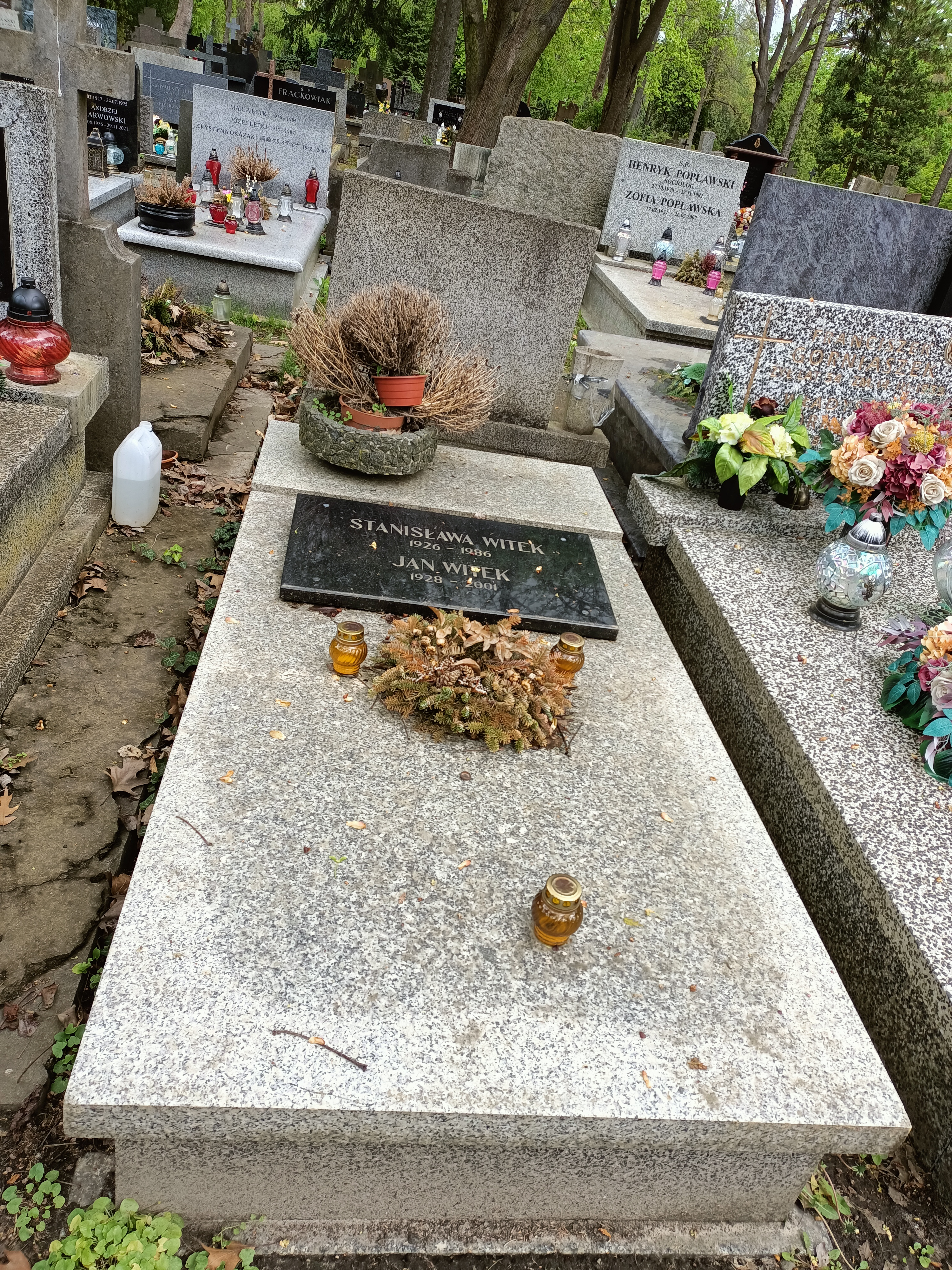
Grób Jana Witka na cmentarzu wojskowym na Powązkach

Jan Witek (ur. 22 października 1928 w Grybowie, zm. 10 września 2001) – polski dyplomata, ambasador w Tanzanii (1969–1973), Kenii (1978–1982), chargé d’affaires w Libanie (1989–1990).

## Życiorys
Jan Witek w maju 1944 ukończył szkołę zawodową, po czym podjął pracę w Zakładach Mechanicznych w Grybowie, a następnie jako robotnik odcinka dróg kolejowych. Po zakończeniu II wojny światowej kontynuował naukę w gimnazjum i liceum. W 1949 zdał egzamin dojrzałości. Podjął studia na Wydziale Prawa Uniwersytetu Jagiellońskiego, kontynuowane na Uniwersytecie Warszawskim, które ukończył w 1953 ze specjalnością w zakresie prawa międzynarodowego (dyplom z 19 lutego 1955).
Już w trakcie nauki w szkole średniej prowadził działalność polityczną. W latach 1951–1952 pracował etatowo w Radzie Naczelnej Zrzeszenia Studentów Polskich jako starszy instruktor w Wydziale Nauki. 8 stycznia 1954 wstąpił do Polskiej Zjednoczonej Partii Robotniczej (PZPR).
We wrześniu 1952 rozpoczął pracę w Ministerstwie Spraw Zagranicznych na stanowisku radcy w Departamencie Prawnym. W latach 1956–1958 w Ambasadzie w Waszyngtonie kierował Wydziałem Konsularnym oraz był I sekretarzem podstawowej organizacji partyjnej PZPR. Pełnił funkcję szefa Misji PRL w Laosie (1967–1968). W latach 1968–1973 był ambasadorem w Tanzanii, akredytowanym także w Zambii i Burundi. Od 1973 do 1978 był dyrektorem Departamentu Prawno-Traktatowego MSZ. W 1978 został mianowany ambasadorem w Kenii, akredytowanym także w Rwandzie i Burundi (od 1979), Ugandzie (od 1980) oraz przy Programie Środowiskowym Organizacji Narodów Zjednoczonych w Nairobi (od 1978). Kadencję zakończył w 1982. W latach 1989–1990 był chargé d’affaires w Libanie.
Syn Wiktora i Tekli. Żonaty ze Stanisławą z domu Raczko. Ojciec dwójki dzieci. Pochowany na Cmentarzu Wojskowym na Powązkach.